# Mukti Morcha Samuha
Mukti Morcha Samuha fou un partit polític del Nepal.
Es va formar a la clandestinat el 1976 com escissió del Partit Comunista del Nepal (Pushpa Lal) sota direcció del líder dels estudiants Madan Kumar Bhandari.
El 1977 es va incorporar al Comitè de Coordinació Comunista Revolucionària del Nepal (Marxista-Leninista).